# Chiesa di Santa Margherita (Olevano Romano)
La chiesa di Santa Margherita Vergine e Martire è la parrocchiale di Olevano Romano, in città metropolitana di Roma Capitale e sede suburbicaria di Palestrina; fa parte della vicaria di San Vito Romano-Paliano.

## Storia
La prima citazione d'una chiesa a Olevano Romano, fondata in epoca imprecisata, risale al 1364 ed è contenuta negli Statuti di Olevano.
Nella prima metà del XV secolo la chiesa venne ricostruita sfruttando dei fondi messi a disposizione di papa Martino V, per poi venir elevata al rango di collegiata nel 1570 dal vescovo Ottone di Waldburg.
L'8 settembre 1596 prese inizio il rifacimento dell'edificio; i lavori terminarono nel 1602 e la nuova struttura risultò a un'unica navata, con sette cappelle laterali e vari altari, tra i quali i più importanti erano il maggiore, intitolato alla patrona della chiesa, quello di San Francesco, costruito da Nicola Piselli, quello della Presentazione, costruito da don Angelo Gianfranceschi e in seguito ridedicato a santa Lucia, e quello di San Pietro, fatto realizzare dal capitolo della collegiata.
Tra il 1575 e il 1580 l'oratorio della confraternita del Santissimo Sacramento, posizionato dietro la chiesa, venne collegato ad essa tramite la realizzazione di un grande arco e riadattato alla funzione di presbiterio; il lavoro fu compiuto anche grazie alle donazioni di Pompeo, Marzio e Orinzia Colonna.
Tra il 1723 e il 1724 venne costruita la cantoria e nello stesso periodo l'abside fu oggetto di una risistemazione.
Il 29 giugno 1879 una folgore si abbatté sul campanile, causando gravi danni ad esso e alla collegiata; allora, l'arciprete don Leopoldo Bonuglia decise di riedificare la chiesa dalle fondamenta. Così, all'architetto Costantino Sneider venne affidato il compito di redigere il progetto e di lì a poco iniziarono i lavori; la ricostruita chiesa fu portata a termine nel 1914.
Nel 1954 la navata fu oggetto di un rifacimento, in occasione del quale venne posato il nuovo pavimento. Un ulteriore intervento di riqualificazione fu condotto tra il 2017 e il 2018, allorché vennero ridipinte le pareti, fu risistemato il tetto e furono consolidate le colonne.

## Descrizione

### Facciata
La facciata, suddivisa orizzontalmente da cornici marcapiano, presenta nel registro inferiore il portale maggiore, affiancato dai due ingressi secondari architravati, mentre in quello superiore è ornata con tre nicchie, la centrale delle quali a serliana; a coronamento si staglia il timpano triangolare con cornice dentellata.
Sull'estremità sinistra del prospetto si erge il campanile, caratterizzato dalla presenza di un grande orologio sotto la cella campanaria.

### Interno
L'interno dell'edificio si compone di due navate suddivise da pilastri sorreggenti archi a tutto sesto; il nartece è coperto dalla volta a crociera, mentre l'aula dal soffitto a cassettoni finemente decorato. Al termine della navata si sviluppa il presbiterio, sopraelevato di due scalini.